# Kirchenfeldbrücke
Die Kirchenfeldbrücke verbindet den Casinoplatz in der Altstadt von Bern über die Aare hinweg mit dem Helvetiaplatz im Kirchenfeldquartier.

## Geschichte
1881 wurde in London die Erschliessungsgesellschaft Berne Land Company Ltd. gegründet mit dem Zweck, das Kirchenfeld zu kaufen, als Wohnquartier zu erschliessen und mit einer Brücke mit dem bestehenden Teil der Stadt Bern zu verbinden.
Die Brücke wurde von den Ingenieuren Moritz Probst und Jules Röthlisberger der Metallbaufirma Gottlieb Ott & Cie. in Bern als gelenklose Bogenbrücke in einer genieteten Schweisseisen-Konstruktion entworfen, in 21 Monaten errichtet und am 24. September 1883 eingeweiht. Es war erst die dritte Brücke dieser Bauart in der Schweiz. Zuvor wurden die Javroz-Brücke bei Charmey und die Schwarzwasserbrücke zwischen Bern und Schwarzenburg BE in der gleichen Bauart errichtet. Wegen der Finanzierung durch die englische Erschliessungsgesellschaft wurde die Brücke vom Volksmund bis Ende des 19. Jahrhunderts Englische Brücke genannt.
1901 erhielt die Brücke das erste Strassenbahngleis für die elektrisch betriebene Linie III, die zwischen Breitenrain und Burgernziel verkehrte.
In den Jahren 1913 und 1914 musste die Brücke verstärkt werden, damit ein zweites Strassenbahngleis eingebaut werden konnte. Weiter sollte auch die Konstruktion so verstärkt werden, dass sie weniger schwingt. Von Beginn an machten sich vertikale Schwingungen bemerkbar, die vor allem von Pferden im Trabschritt angeregt wurden. Schwingungen in waagerechter Richtung wurden von im Gleichschritt gehenden Fussgängern angeregt. Zur Verbesserung des Tragwerkes wurden die Hauptpfeiler mit Stahlbeton ummantelt und die Fahrbahn über den Hauptpfeilern aufgetrennt, um das Tragwerk statisch bestimmter zu machen. Die ursprüngliche eiserne Fahrbahn wurde durch eine Stahlbetonplatte mit aufgelegtem Holzbelag ersetzt.
In den 1960er Jahren meinte man, die Brücke müsse in absehbarer Zeit ersetzt werden, um den zunehmenden Auto-Tourismus verkraften zu können.

## Bauwerk
Die Kirchenfeldbrücke ist 229 m lang und besitzt zwei Bögen mit einer Stützweite von 78 m und einer Scheitelhöhe von 32 m. Für das Tragwerk wurden etwa 1300 t Stahl verbaut, die Fahrbahn wiegt weitere 2300 t. Es wird geschätzt, dass zwischen 200'000 und 250'000 Nieten an der Brücke verbaut sind.
1968 wurden Leitplanken eingebaut und 1972 die gusseisernen Brüstungsgeländer durch solche aus Leichtmetall ersetzt. 55 cm des ursprünglichen Geländers sind vis-à-vis der Kunsthalle noch vorhanden. Dies aufgrund einer Nacht-und-Nebel-Aktion von Kurt Moritz Gossenreiter, die nachträglich von den Behörden übernommen worden ist.
Von April bis Oktober 2018 wurden umfangreiche Sanierungs- und Verstärkungsmassnahmen an der Brückenkonstruktion umgesetzt.

## Sicherheitsmassnahmen
Da bereits zahlreiche Personen durch einen Sprung von der Kirchenfeldbrücke Suizid begangen hatten, darunter auch Hans Eggimann, wurden zuerst bei den Brückenköpfen Informationstafeln der Telefonseelsorge-Organisation Die Dargebotene Hand angebracht.
Nach einer Häufung von Suiziden im Jahr 2009 mit traumatisierten Augenzeugen beschloss die Stadt, die Geländer über der Aarestrasse und dem Sportplatz provisorisch mit einem drei Meter hohen Drahtgitterzaun zu sichern. Der Zaun wurde 2015 durch Fangnetze, wie bei der Münsterplattform, ersetzt.

## Erwähnungen in der Literatur
Der 2004 veröffentlichte Roman Nachtzug nach Lissabon (2013 verfilmt) des Berner Philosophen und Schriftstellers Pascal Mercier beginnt mit einem verhinderten Suizid auf der Brücke.
Friedrich Dürrenmatt erwähnte die Kirchenfeldbrücke mehrfach. In der Erzählung Die Brücke gerät der fiktive F.D. am 15. Oktober 1943 «gedankenverloren auf die Brücke und unter den Meteor».
Auch im Werk von Friedrich Glauser kommt die Kirchenfeldbrücke immer wieder vor, sein Wachtmeister Studer überquert sie.
Carl Jacob Burckhardt beschrieb in einer Erinnerung, wie er in jungen Jahren von einem Freund fast über das alte gusseiserne Geländer der Kirchenfeldbrücke geworfen worden wäre.
Verena Stefan hielt im Roman Fremdschläfer fest, beim Gehen über die Kirchenfeldbrücke dürfe man nicht zurückschauen, sonst könne man keinen Schritt mehr tun. «Man würde zusammengepresst vom Kondensat Bern.»

## Bilder

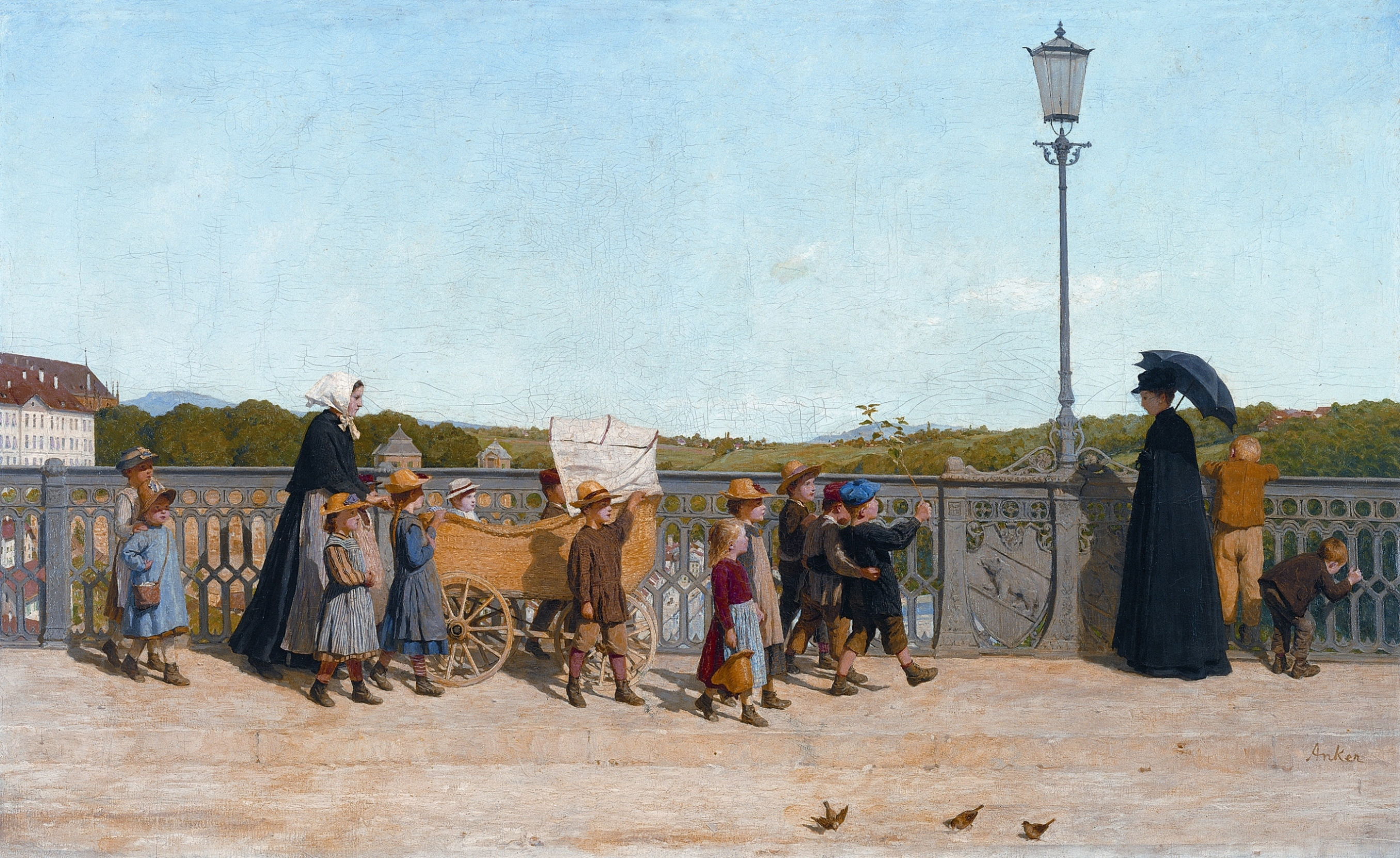
Kleinkinderschule auf der Kirchenfeldbrücke, Albert Anker, 1900
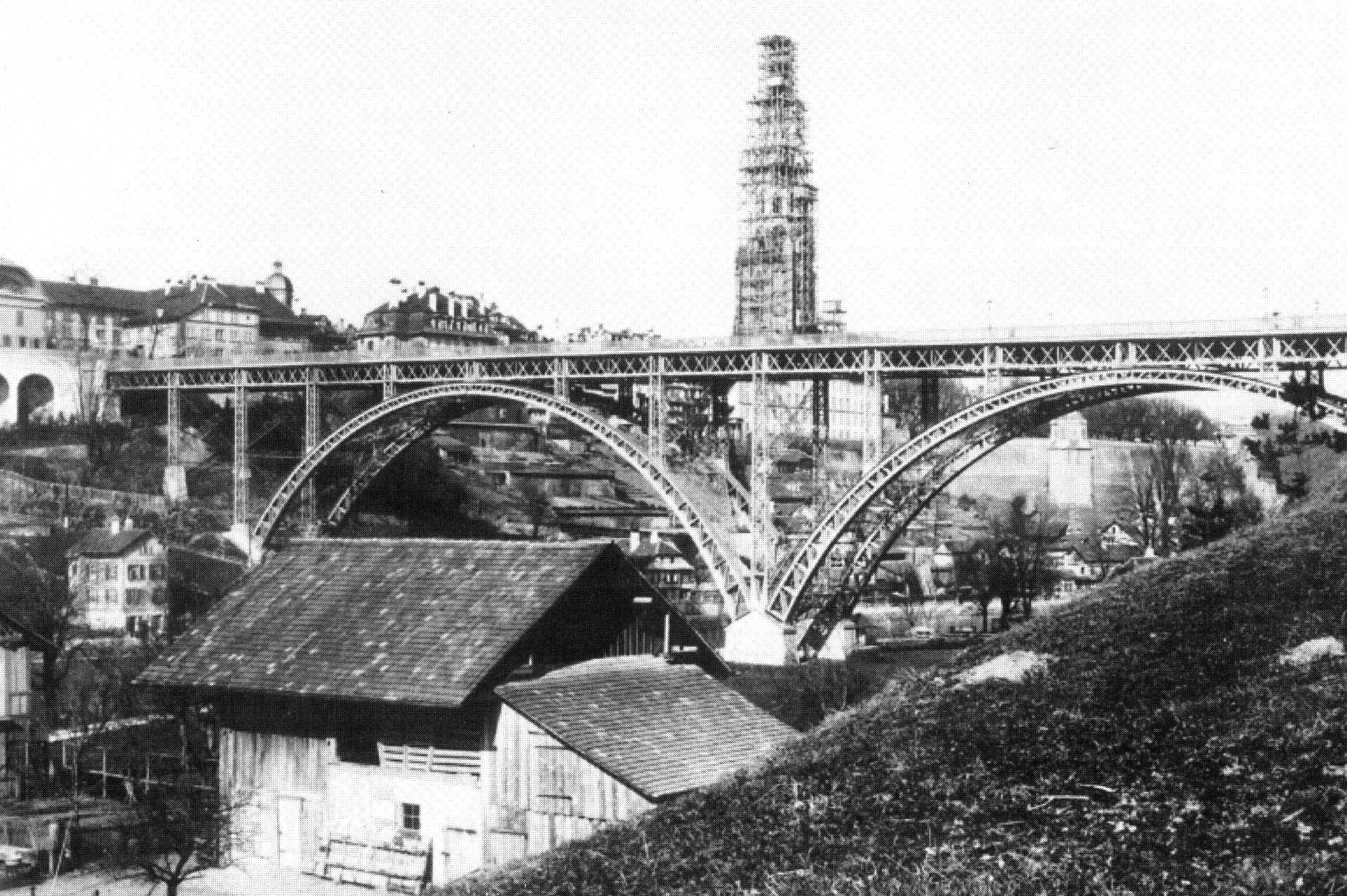
1893, im Hintergrund die Turmspitze des Münsters im Bau
1907, vor dem Einbetonieren der Hauptpfeiler
Blick von unten auf Stahlkonstruktion der Kirchenfeldbrücke, im Hintergrund Altstadt mit Münster, 1911
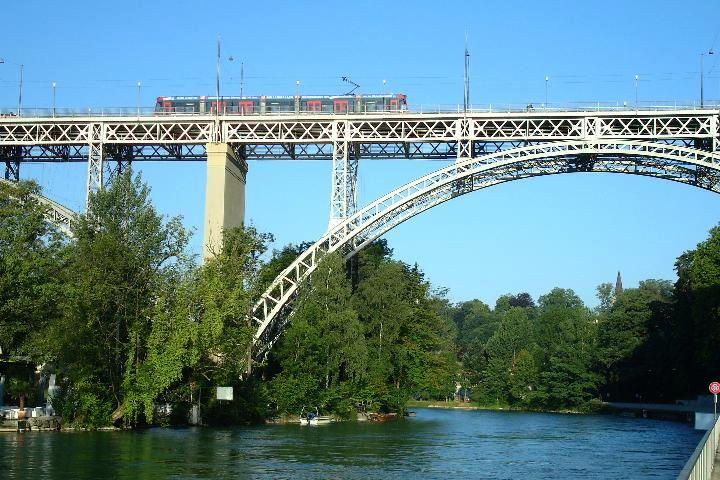
Das Gelenktram Combino befährt die Kirchenfeldbrücke, 2008
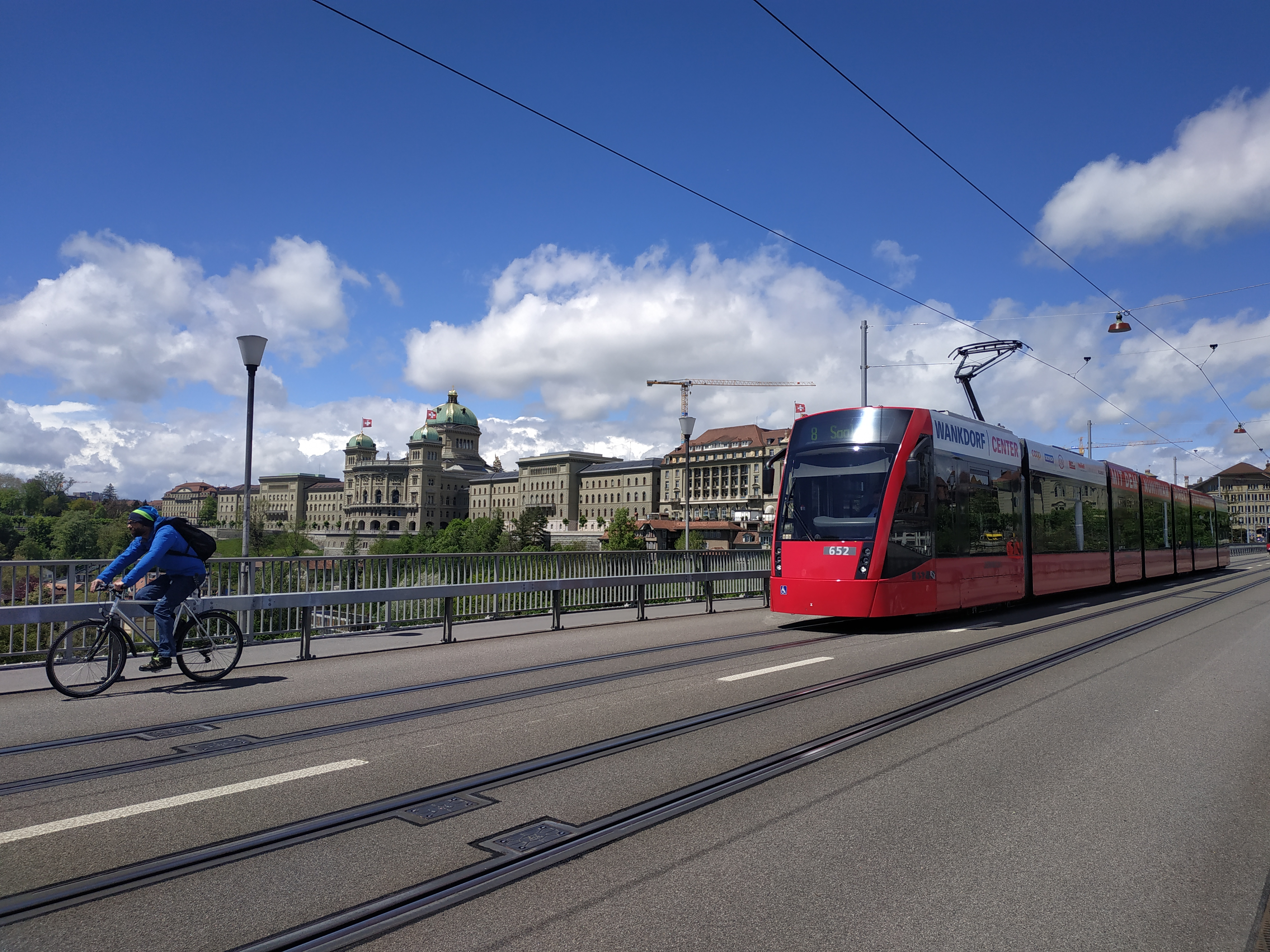
Fahrzeuge auf der frisch sanierten Brückenfahrbahn, 2019